# Cmentarz żydowski w Zawierciu-Kromołowie
Cmentarz żydowski w Zawierciu-Kromołowie – kirkut założony w XVIII wieku i zajmuje powierzchnię 0,5 ha na której zachowało się około 920 nagrobków (z których najstarsze pochodzą z połowy XVIII wieku) oraz dom przedpogrzebowy. Inskrypcje nagrobne są w języku hebrajskim, jidysz i polskim. Cmentarz znajduje się w Zawierciu-Kromołowie przy ul. Piaskowej 32, jest otoczony murowanym ogrodzeniem.